# Somalisch
Het Somalisch is een Koesjitische taal die vooral in Somalië, Djibouti, Ethiopië en Kenia gesproken wordt. Het wordt ook gesproken door Somalische emigranten, vooral in Scandinavië en het Verenigd Koninkrijk. Het Somalisch is de officiële taal van Somalië maar wordt ook gesproken in aangrenzende gebieden in Kenia, Ethiopië (Ogaden) en Djibouti. Het exacte aantal sprekers is niet bekend en wordt geschat tussen de 15 en 20 miljoen sprekers. Het Somalisch is zeer sterk beïnvloed door het Arabisch, sinds de aankomst van de islam in de zevende eeuw. Ook zijn er leenwoorden uit het Engels en het Italiaans, dit komt uit de tijd dat de Somalische gebieden veroverd werden door Europese machten (Brits-Somaliland, Italiaans-Somaliland en Frans-Somaliland).

## Schrift
Toen Somalië in 1960 onafhankelijk werd werd het Somalisch in verschillende regionale vormen geschreven. De meest populaire waren het Arabisch en Wadaad schrift. Er was geen nationaal gestandaardiseerde schrift op dit moment. In 1972 werd dit probleem opgelost door dictator Siad Barre, die een keus maakte uit een veelheid van voorstellen met verschillende alfabetten. Hij besloot dat Somalisch met het Latijnse alfabet zou worden geschreven. De gekozen variant werd onmiddellijk verplicht gesteld en ingevoerd met rigoureuze alfabetiseringscampagnes die in 1991 tot een einde kwamen toen het land wegzonk in burgeroorlog en anarchie. Het Somalisch is dus maar gedurende één generatie onderwezen. Sinds de terugkeer van het centrale gezag in 2012 is er nog immer geen goed functionerend publiek onderwijs van de grond gekomen. Het geschreven Somalisch heeft deze periode niettemin overleefd, ondanks het feit dat veel personen uit de hogere bestuurslagen in Somalië uit de diaspora komen en tweetalig Engels/Somalisch zijn. Op 21 januari 2015 verordonneerde de Somalische President Hassan Sheikh Mohamud dat alle officiële communicatie verplicht in het Somalisch moest plaatsvinden en dat vreemde talen alleen nog maar gebruikt mochten worden bij communicatie met het buitenland.

## Voorbeeld
Een voorbeeld van een fragment geschreven Somalisch is het volgende: Guddigii Af Soomaaliga ee shaqaynayay 1961 ilaa 1972 ayaa doortay fartii afyaqaan Shire Jaamac Axmed i taas oo horay uu ugu tijaabiyay buugaag, biirayaal bille ah sida "Iftiinka Aqoonta" iyada ay jireen tartan balaaran oo dhanka xaruufta Carabiga ah maadama Soomaalidu Quraanka ku barato Alif, Ba. Xaruufta Laatiinka waxaa loo door biday arimo dhaqaale, qalabkii wadanka yiil iyo asbaabo kale.